# Areotetes
Areotetes (лат.) — род паразитических наездников из семейства Braconidae. Эндемик Китая.

## Распространение
Китай.

## Описание
Длина тела около 2 мм. Передние крылья длиной менее 2,5 мм. Усики 21-члениковые. Наличник притуплённый, слегка вогнутый снизу; задняя грань проподеума с ареоляцией; жилка m-cu переднего крыла слегка постфуркальная. Задняя голень с длинной почти прямой каринулой у основания. Предположительно паразитируют на двукрылых насекомых из семейства пестрокрылки (Tephritidae), как и близкий род браконид Utetes.

## Классификация
Род был впервые выделен в 2013 году вместе с описанием трёх новых видов из Китая.
- Areotetes albiferus Li & van Achterberg, 2013
- Areotetes carinuliferus Li & van Achterberg, 2013
- Areotetes striatiferus Li & van Achterberg, 2013
- Areotetes laevigatus (Weng & Chen, 2005)
  - = Utetes laevigatus Weng & Chen, 2005